# Віндгаген
Віндгаген (нім. Windhagen) — громада в Німеччині, розташована в землі Рейнланд-Пфальц. Входить до складу району Нойвід. Складова частина об'єднання громад Асбах.
Площа — 13,11 км2. Населення становить 4216 ос. (станом на 31 грудня 2020).